# William Worrall Mayo
Pour les articles homonymes, voir Worall et Mayo.
William Worrall Mayo (/ˈmeɪjoʊ/ en anglais), né le 31 mai 1819 et mort le 6 mars 1911, est un médecin et chimiste d'origine britannique, fondateur de la Mayo Clinic avec ses deux fils William James Mayo et Charles Horace Mayo à la fin du XIXe siècle à Rochester dans le Minnesota aux États-Unis.

## Biographie
Il nait en Angleterre à Eccles, dans le district métropolitain de Salford, et commence des études de médecine décousues à Manchester, Glasgow et Londres avant d'émigrer aux États-Unis en 1845 où il travaille d'abord en qualité de pharmacien au Bellevue Hospital de New York.
Il aide dans un premier temps les religieuses de St. Francis à batir l'Hôpital de Saint Mary à Rochester dans le Minnesota en 1899. Ses fils William James (1861-1939) et Charles Horace (1865-1939), tous deux chirurgiens, ont développé la  Mayo Clinic faisant partie de l'hôpital.
Il est le promoteur de l'utilisation du microscope en médecine et de la notion de santé publique. 

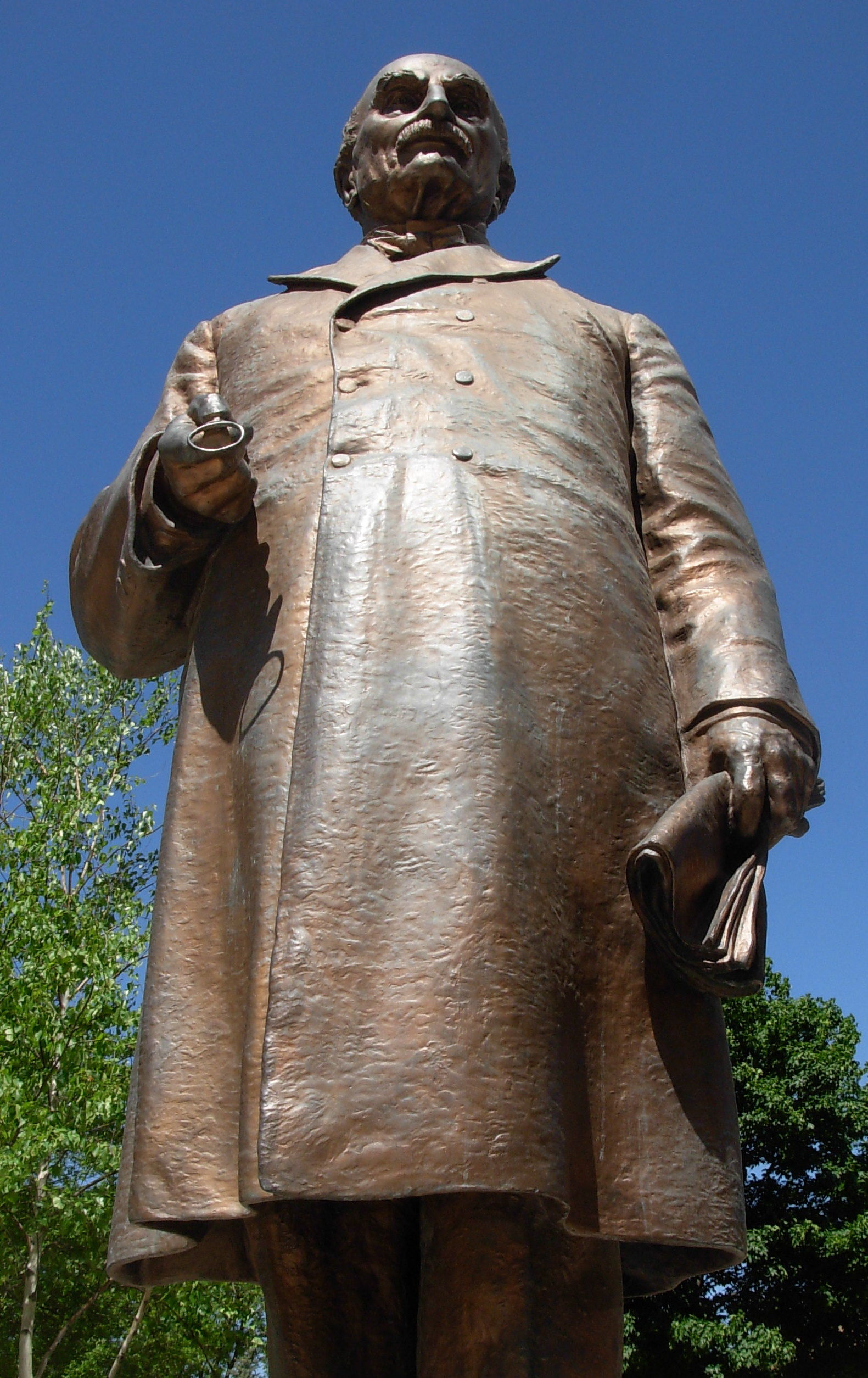
La statue de WW Mayo à Rochester, non loin de la Mayo Clinic.

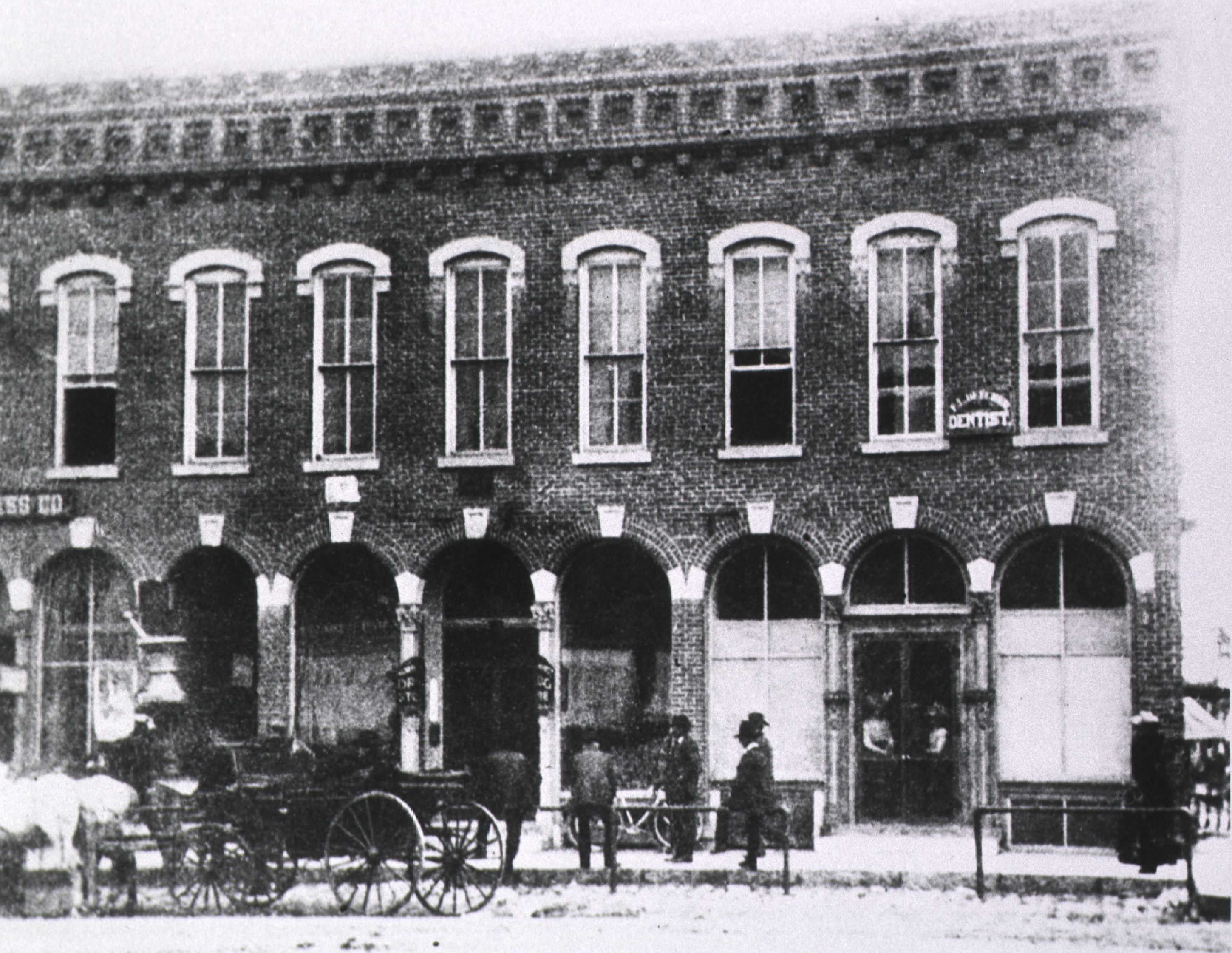
Mayo Clinic et Foundation, Rochester, Minnesota: vue extérieure des premiers bureaux partagés par les frères Mayo et leur père.